# Grönlands flagga
Grönlands flagga formgavs av  Thue Christiansen och antogs 21 juni 1985 av Grönlands Hjemmestyre. Den består av två lika breda horisontella fält, vitt överst och rött under. Centrerat lodrätt men något till vänster finns en stor cirkelrund skiva med inverterade färger: rött överst och vitt undertill.
På grönländska kallas flaggan Erfalasorput, vilket betyder "vår flagga", men Aappalaartoq ("den röda") används för både den grönländska flaggan och för Dannebrogen, med vilken den delar färger. Flaggans röda och vita färg symboliserar den flerhundraåriga anknytningen till Danmark. På Grönland flaggas den egna flaggan ofta sida vid sida med Dannebrogen.
Cirkeln i mitten av flaggan föreställer solen, när den går ner vid horisonten. Att den grönländska flaggan inte innehåller något kors ska påminna om Grönlands politiska frihet och om släktskapet med andra inuitfolk i Arktis. Dock är kompositionen i flaggan byggd på den nordiska korsflaggan, för att även symbolisera sambandet med Norden. Exempelvis är solsymbolen inte centrerad, utan befinner sig både lodrätt och vågrätt på samma plats som skärningspunkten i de övriga nordiska flaggorna.[källa behövs] Flaggan är till sitt utseende mest lik Polens flagga.